# Эйзенберг, Людвиг
Людвиг (Лале) Соколов (урожд. Эйзенберг; 28 октября 1916 — 31 октября 2006) — австро-венгерский (словацко-австралийский) предприниматель, переживший Холокост. Будучи евреем по национальности, в 1942 году был отправлен в Освенцим, где служил татуировщиком до освобождения лагеря советскими войсками в конце Второй мировой войны. До смерти своей жены в 2003 году предпочитал не рассказывать о своём лагерном прошлом, опасаясь обвинений в коллаборационизме.

## Биография
Людвиг Эйзенберг родился в Коромпе, Королевство Венгрия (сейчас Кромпахи, Словакия), 28 октября 1916 года. В семье Эйзенбергов было трое детей: у Лале был старший брат и сестра. Сестра Людвига Голди работала швеёй и во время войны единственная из всей семьи имела заработок. У старшего брата Макса была жена и двое детей. Родители Лале, Йозеф и Серена Эйзенберг, погибли в Освенциме за месяц до его приезда туда.
В 1942 году по приказу немецкого правительства евреи из маленьких городов Словакии должны были отправляться на работы. В апреле этого года Лале попал в концентрационный лагерь Биркенау. По прибытии получил номер 32407. Поначалу он был занят строительством бараков для расширяющегося лагеря, но из-за тяжёлых условий труда и недостаточного питания вскоре заболел сыпным тифом. Выздоровев, стал помощником лагерного татуировщика, то есть сотрудником политического отдела СС. Эта должность давала ему ряд таких преимуществ, как отдельная комната, дополнительные пайки и свободное время после работы.
В июле 1942 года Лале познакомился с Гизелой (Гитой) Фурман, он набил ей татуировку с № 34902. Людвиг пользовался своим положением, чтобы немного облегчить ей жизнь в лагере: посылал дополнительную еду, помог устроить на приемлемую работу в административный корпус, подкупал её надзирателей и передавал ей сообщения через свою личную охрану. Также Эйзенберг занимался контрабандой: обменивал деньги и ювелирные украшения, добытые другими заключенными, на еду и продовольствие у местных жителей, которые работали в лагере как вольнонаёмные сотрудники.
За пару дней до освобождения лагеря советскими войсками, в январе 1945 года, был переведён в концентрационный лагерь Маутхаузен-Гузен. Эйзенберг сбежал оттуда и вернулся на родину. Зная только имя Гиты, он отправился на её поиски в Братиславу, куда возвращались все выжившие. Он нашел её спустя несколько недель по дороге в Красный Крест. Пара поженилась в 1945 году и взяла фамилию Соколовы — русскую фамилию замужней сестры Лале Голди, посчитав, что она больше подходит для жизни в социалистической Чехословакии.
После войны Людвиг занимался предпринимательской деятельностью в Братиславе и участвовал в сборе средств в поддержку создания Государства Израиль. Эта деятельность привела его к новому тюремному заключению, но при помощи своей жены Лале сбежал из тюрьмы, и в 1949 году пара эмигрировала в Австралию.
Соколов с женой обосновались в Мельбурне и занимались торговлей текстилем. В 1961 году у них родился сын Гари.
Людвиг Соколов скончался в 2006 году. После эмиграции он ни разу не был в Европе.

## Художественная литература
После смерти жены в 2003 году Людвиг Соколов наконец почувствовал, что может говорить о своем лагерном прошлом. В течение следующих трёх лет он дал интервью писательнице Хезер Моррис. Поначалу история задумывалась как сценарий для фильма, но впоследствии была переделана в роман. «Татуировщик из Освенцима» был опубликован в Великобритании в январе 2018 года издательством Bonnier Zaffre.